# Histeria. Romantyczna historia wibratora
Histeria. Romantyczna historia wibratora (ang. Hysteria) – brytyjska komedia z 2011 roku w reżyserii Tanyi Wexler.

## Opis fabuły
Londyn, rok 1880. Po utracie posady w szpitalu, młody lekarz Mortimer Granville (Hugh Dancy), poszukuje nowej pracy. Znajduje ją u doktora Roberta Dalrymple (Jonathan Pryce), eksperta w dziedzinie kobiecej histerii, którego „masaż ręczny” okazuje się skuteczną metodą leczenia pacjentek narzekających na oziębłość i melancholię. Przystojny Mortimer wkrótce zdobywa uznanie wśród swoich pacjentek i zaręcza się z młodszą córką szefa, piękną Emily (Felicity Jones). Pojawiają się jednak u niego bolesne skurcze rąk. Mortimer po raz kolejny traci pracę i... narzeczoną. Pomocną dłoń podaje mu postępowy Edmund St. John-Smythe (Rupert Everett), zwariowany na punkcie nowej nauki o elektryczności.

## Obsada
- Hugh Dancy jako Mortimer Granville
- Jonathan Pryce jako doktor Robert Dalrymple
- Felicity Jones jako Emily Dalrymple
- Rupert Everett jako Edmund St. John-Smythe
- Maggie Gyllenhaal jako Charlotte Dalrymple
- Ashley Jensen jako Fanny
- Kate Linder jako Lady Cherwi
- Sheridan Smith jako Molly the Lolly

i inni